# Beverly Hills Chihuahua
Beverly Hills Chihuahua è un film del 2008 prodotto dalla Walt Disney Pictures e diretto da Raja Gosnell. La storia del film ruota intorno a Chloe, un altolocato Chihuahua femmina che dovrà fuggire da un crudele Dobermann, El Diablo, con l'aiuto di Delgado, un solitario cane da pastore tedesco, e Papi, un iperattivo chihuahua, innamorato di lei.

## Trama
Vivian Ashe, ricca donna di Beverly Hills, affida la sua viziata chihuahua Chloe alla nipote adolescente Rachel, per un breve periodo durante le vacanze estive. Intanto Chloe fa la conoscenza di un chihuahua di nome Papi, il cane di Sam, un giovane ragazzo che lavora come giardiniere di Vivian. Papi è un amico di Chloe, ed è segretamente innamorato di lei. Tuttavia, quando Rachel decide di fare una gita in Messico con le sue amiche, smarrisce Chloe in un momento di distrazione sulla spiaggia di Acapulco. La piccola chihuahua finisce nelle mani di Vasquez, un criminale messicano, che ha già rapito vari cani, che fa combattere col suo fedele doberman El Diablo, arricchendosi con le scommesse. Chloe riesce fortunosamente a fuggire grazie a Delgado, un pastore tedesco, ex cane poliziotto, anch'esso prigioniero di Vasquez.
Insieme cercano di tornare a Beverly Hills, inseguiti da Vasquez e da El Diablo. Intanto Papi viene a sapere da un topo che Chloe è stata rapita in Messico e si mette quindi sulle tracce di quest'ultima nell'intento di riportarla a casa. Anche Sam vedendo salire il suo cane sull'aereo, parte subito per il Messico. Dopo aver affrontato i molti inseguimenti di El Diablo, Delgado e Chloe diventano amici, si salvano dai puma nel deserto grazie ad altri chihuahua, e trovano Papi. A questo punto Papi interviene liberando Chloe e Delgado, dopo un combattimento riesce a stendere i delinquenti ed El Diablo.
Chloe torna sana e salva a Beverly Hills senza che Vivian scopra cosa è successo e accetta una relazione romantica con Papi, così come Rachel con Sam. I destini dei personaggi vengono rivelati in seguito: Delgado torna a essere un cane poliziotto in Messico; El Diablo viene catturato da Delgado e adottato da una ricca signora che "aveva una passione per la moda"; e Papi e Chloe hanno il loro primo appuntamento.

## Distribuzione
Il film è stato proiettato negli Stati Uniti il 3 ottobre 2008 e distribuito in Italia a partire dal 16 gennaio 2009.

## Sequel
Nel febbraio 2011 è uscito in Blu-ray Disc e DVD il sequel Beverly Hills Chihuahua 2 dove Papi e Chloe diventano genitori di cinque cuccioli. Nel 2012 è uscito il terzo capitolo, Beverly Hills Chihuahua 3: Viva La Fiesta!, che parla del rapporto tra Papi e i suoi cuccioli.

## Riconoscimenti
- 2009 - Imagen Foundation Awards
  - Nomination Miglior lungometraggio
  - Nomination Miglior attore a Andy García
  - Nomination Miglior attore a George Lopez
  - Nomination Miglior attore a Edward James Olmos
  - Nomination Miglior attore non protagonista a Manolo Cardona
  - Nomination Miglior attore non protagonista a Paul Rodriguez
  - Nomination Miglior attore non protagonista a Cheech Marin
- 2009 - Kids' Choice Awards
  - Nomination Attore preferito a George Lopez

## Colonna sonora
La colonna sonora di Beverly Hills Chihuahua è stata scritta dal compositore Heitor Pereira, che ha registrato i brani insieme alla Hollywood Studio Symphony presso gli studios Eastwood Scoring Stage della Warner Bros.